# ليون درايسيتل
ليون درايسيتل (مواليد 27 أكتوبر 1995) هو لاعب هوكي الجليد ألماني يلعب في نادي إدمونتون أويلرز.